# أمين عطا الله
أمين عطا الله (17 يوليو 1896 - 10 يونيو 1940)، ممثل مصري، من مواليد الإسكندرية.

## نشأته

### مولده ودراسته
أمين عطا الله من مواليد الإسكندرية عام 1896.

## حياته الفنية
إتجه إلى المسرح بفرقة (إسكندر فرح)، أصدر مجلة (الفكاهة)، عمل في فرقة (سلامة حجازي)، ثم فرقة (عزيز عيد)، قدم العديد من الأعمال الفنية المتنوعة، ومن أبرز أفلامه التي شارك بالتمثيل فيها (البحر بيضحك، صانع القباقيب، الباشكاتب).

## قائمة أعماله

### تمثيل
- صانع القباقيب - 1928 - فيلم - (؟؟؟)
- البحر بيضحك - 1928 - فيلم - (الشاويش أبو دقن)
- الباشكاتب - 1924 - فيلم

## وصلات خارجية
- صفحة الممثل على موقع السينما